# Viererbenhof
Viererbenhof ist ein Wohnplatz der Stadt Tangermünde im Landkreis Stendal in Sachsen-Anhalt.

## Geografie
Der Viererbenhof, eine kleine Siedlung, liegt etwa einen Kilometer nordöstlich von Grobleben und etwa 4 Kilometer südwestlich von Tangermünde an der Landstraße L30 im Biosphärenreservat Mittelelbe am Nordrand der Tangerniederung. Der Tanger fließt einen Kilometer südlich.

## Geschichte
Die Anlage des Hofes wurde 1853 bekannt gemacht: „Der Weber Johann Christoph Viererbe zu Tangermünde hat auf dem in der dortigen Feldmark acquirirten Ackerplane Nr. 122. in den Paddenfühlen, 980 Ruthen von dortiger Stadt entfernt, unmittelbar an dem von dort nach dem Dorfe Grobleben führenden Wege ein Etablissement errichtet und demselben die Benennung Viererbens Hof beigelegt.“
1904 hieß der Ort Viererbe'shof. Bereits 1909 hieß er wie heute Viererbenhof.

### Archäologie
Im Jahre 1899 wurde von einem Fund der jüngeren Bronzezeit auf einem Gräberfeld bei Viererbes Hof bei Tangermünde berichtet. Geborgen wurden zwölf Teile, darunter eine zweigliedrige Urne, ein tassenähnliches Beigefäß, ein kleiner zungenförmiger Gürtelhaken, ein Gewandnadel, vier Segelohrringe und vier Spiralohrringe.

### Einwohnerentwicklung
| Jahr | Einwohner |
| ---- | --------- |
| 1885 | 08        |
| 1895 | 14        |
| 1905 | 07        |

Quelle:

## Religion
Die evangelischen Christen aus Viererbenhof sind nach Tangermünde eingekircht.